# Igor Otčenáš
Igor Otčenáš (* 23. září 1956, Partizánske, Československo) je slovenský spisovatel-prozaik, publicista, literární kritik a překladatel, autor literatury pro děti a diplomat.

## Životopis
Studoval na Pedagogické fakultě v Banské Bystrici a pracoval jako učitel, aspirant Literárněvědního ústavu Slovenské akademie věd, v letech 1991-1992 pracoval na Ministerstvu kultury Slovenské republiky. V současnosti žije v Radoli na Kysucích a pracuje ve Film-servisu Slovakia v Bratislavě.

## Tvorba
Kromě vlastní tvorby se věnuje i překladům z angličtiny (Louis L'Amour, Rosamunde Pilcherová, Sidney Sheldon a jiní) a ruštiny.
V letech 1999-2003 působil jako kulturní atašé na velvyslanectví Slovenské republiky ve Washingtonu DC. V současnosti je kulturním atašé slovenského velvyslanectví v Praze a zároveň ředitelem zdejšího Slovenského institutu.

## Dílo
- Seznam děl v Souborném katalogu ČR, jejichž autorem nebo tématem je Igor Otčenáš

### Tvorba pro dospělé
- 1991 - Kristovy šoky, sbírka povídek
- 1997 - Hokej na dvou kontinentech, životopis slovenského hokejisty Petera Šťastného
- 1998 - Keby...Rychlé dějiny budoucnosti Slovenska, próza stylizovaná jako učebnice dějepisu

### Tvorba pro děti a mládež
- 1987 - Koncert v paneláku, leporelo